# 1250
Cette page concerne l'année 1250  du calendrier julien. Pour l'année 1250 av. J.-C., voir 1250 av. J.-C.
L'année 1000
est une année commune qui commence un samedi.

## Événements

### Proche-Orient
- 8 février : bataille de Mansourah. À la faveur d’une trahison, l’armée franque entre par surprise à l’intérieur de Mansourah, en Égypte[1]. Robert d'Artois, qui commande l'avant-garde, est tué et fait prisonnier lors de la contre-attaque menée par le Mamelouk Baybars[2].
- 11 février : échec d'une offensive égyptienne à la seconde bataille de la Mansourah[3].
- 6 avril : minée par une épidémie, harcelée par la flotte et les troupes Égyptiennes, l’armée croisée capitule. Louis IX est fait prisonnier[1]. Il se réjouit de porter des chaînes, ce qui selon lui, le rapproche de la Passion du Christ.
- 2 mai : les Mamelouks d'Égypte renversent la dynastie Ayyubide. Le sultan al-Mu'adham est assassiné[4]. Sa belle-mère Chajar ad-Durr est nommée sultane. Elle épousera le chef des Mamelouks ‘Izz ad-Dîn Aybak, créant ainsi la dynastie Bahrite (fin en 1382).
- 6 mai : en échange de Damiette, Louis IX obtient sa libération personnelle et verse 400 000 besants pour la rançon des croisés survivants[4]. Jean de Joinville doit forcer le trésorier du Temple à payer sur ses fonds le reste de la somme due pour la rançon de l’armée.
- 13 mai : Louis IX débarque à Acre et décide de rester en Terre sainte[5]. Il occupe le reste de son séjour (1250-1254) à restaurer les fortifications des places côtières qui restent aux Francs (Acre, Césarée, Jaffa, Sidon), à rétablir l’entente au sein de la principauté d'Antioche, divisée par des querelles familiales, et de réconcilier cette dernière avec les Arméniens.

### Europe
- 10 février[6] : après la mort d’Erik Eriksson, Birger Jarl (1210-1266) fait nommer son fils Valdemar roi de Suède et exerce la régence. La couronne de Suède passe à la dynastie des Folkkungar (fin en 1365).
- Juillet : Alphonse III de Portugal conquiert l’Algarve sur les Maures[7].
- 10 août : assassinat du roi Éric IV de Danemark à l'instigation de son frère Abel, duc de Schleswig[8], qui est proclamé roi de Danemark le 1er novembre[9].
- 31 août : mort de Dominguito del Val[10]. Elle entraine un procès des Juifs de Saragosse accusés d’utiliser le sang des chrétiens.
- 21 septembre : les forces de Frédéric d'Antioche, fils de Frédéric II, sont taillées en pièces dans une embuscade à Figline par les guelfes florentins exilés[11].
- 20 octobre : retour au pouvoir de guelfes à Florence. Proclamation d’une commune populaire[12]. La mort de Frédéric II lui permet de perdurer.

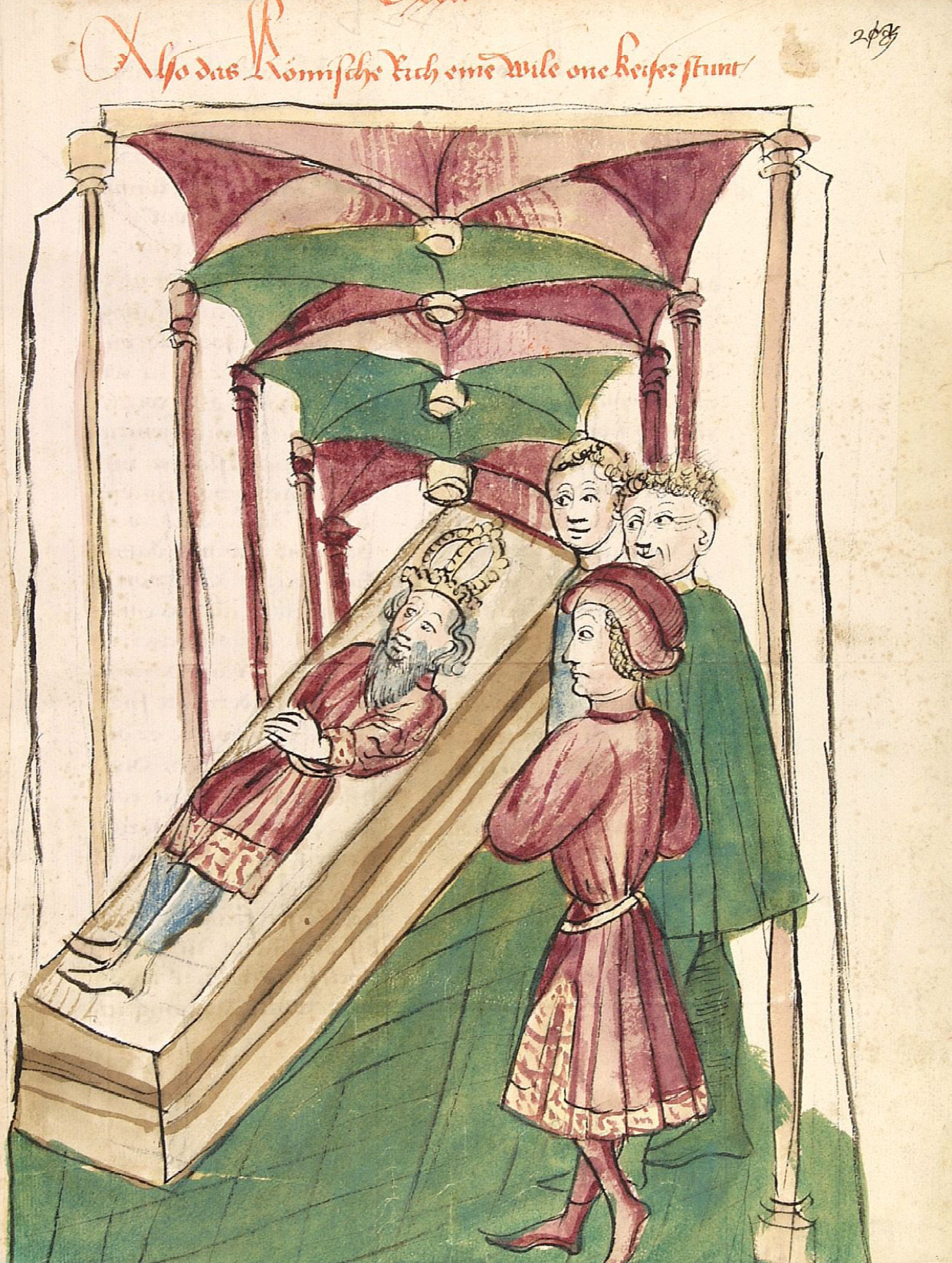
13 décembre : début du Grand Interrègne

- 13 décembre[13] : la mort de Frédéric II du Saint-Empire entraîne l'effondrement du pouvoir impérial en Allemagne et en Italie.
  - Début du Grand Interrègne qui marque le succès définitif de la papauté. L’idée impériale survit dans la conscience populaire mais ne compte plus dans les réalités politiques.
  - Début du règne de Conrad IV, empereur romain germanique, en compétition avec Guillaume de Hollande (jusqu'en 1254). Il est également roi de Jérusalem et de Sicile.
  - L’Italie est délivrée de la tutelle impériale à la mort de Frédéric II. La papauté s’affaiblit en fait.

- Birger Jarl conquiert la Finlande[14].
- Les Hanséates obtiennent une seconde lettre de privilège à Bergen[15].
- Fondation de la ville de Tromsø en Norvège.
- En Lituanie, Mindovg Mindaugas se convertit au christianisme, probablement pour obtenir l'alliance des chevaliers teutoniques[16].
- Un arsenal maritime est ouvert à Nice par le comté de Provence dans le but de concurrencer Gênes[17].
- Le franciscain Bonaventure de Bagnorea commente à Paris le « Livre des Sentences » de Pierre Lombard[18].